# ピカチュウげんきでちゅう
『ピカチュウげんきでちゅう』は任天堂より1998年12月12日に発売されたNINTENDO 64用対話ゲーム。開発はアンブレラで、マリーガル・マネジメントの出資を受けている。販売本数は約70万本。アメリカでは2000年11月6日に、『Hey You, Pikachu!』という名称で発売されている。
本作は、『ポケットモンスター』の人気キャラクターであるピカチュウと友達になって交流することを目的としたコンピュータゲームである。
本作には「NINTENDO 64 VRS（音声認識システム）」とヘッドセット形のマイクが付属しており、マイクを使ってピカチュウとコミュニケーションを取って遊べることが特徴。ただし、認識できるのは特定の単語のみで、全文を認識出来るわけではない。発売当時は類似するゲームが無く（対話ゲームで最も有名なシーマンよりも7ヶ月早い発売）、世界初の「音声認識ソフト」として大々的に宣伝された。1996年設立のITベンチャー企業の有限会社アンブレラが対話ゲームについて研究開発を行い、任天堂にピカチュウをメインとした企画として売り込んで採用された経緯がある。

## 登場人物
主人公
母親と共に暮らしている少年。プレイヤーの分身で、名前は設定されていない。オーキド博士から、ポケモンと人間とのコミュニケーションツール「ポケットヘルパー」を預かっており、これを通してピカチュウとの交流を深めていく。
顔アイコンは黒塗りのシルエットであるため素顔は判らないが、時折イベント終了後に挿入されるアイキャッチで後姿を確認できる。
母親
主人公の母親。ピカチュウのことを気に入っている。
オーキド博士

ポケモン研究の権威。ポケットヘルパーを主人公に預け、ポケモンの生態を研究している。ポケットヘルパーを通して、主人公に指示と助言を与える。

## ピカチュウ
主人公（プレイヤー）と交流するポケモン。元々はトキワのもりに住んでいるが、ゲームを進めると主人公の家で暮らすようになる。
様々な言葉をかけることで様々なアクションを見せる。アニメに関連付けたアクションからオリジナルまで多種多様で、特定のコースでしか見せないアクションも多い。
絵を描くことが出来るほど高い知能を持っているが、お世辞にも上手いとは言えない。表現したものの雰囲気はしっかりと伝える事ができる。
他のポケモンとの交流は多岐に渡り、行動範囲も広い。トキワのもりには仲間のピカチュウ達もいる。

## ゲームの流れ
最初はピカチュウと外で遊ぶのみだが、仲良くなるにつれ主人公の家でピカチュウと一緒に暮らせるようになる。また、家出したピカチュウを迎えに行くイベントも発生する事がある。
ピカチュウと暮らせるようになると主人公は一緒に遊びに行く場所を選択できるようになり、遊べる場所はゲームが進行するにつれ増えていく。場所によって釣りなどのゲームもできる。「みてみて!ピカチュウコース」、「あそぼう!ピカチュウコース」、「チャレンジ!ピカチュウコース」の3コースがあり、それぞれ遊びに行ける場所が異なる。また、後者になるに連れて、難易度が上がる。
ゲーム中に3ヶ所ある釣り場では釣竿を使ってポケモンを釣り上げる事ができる。釣れたポケモンは種類別にこれまでの最大の大きさがデータに記録される。
ピカチュウが主人公に懐いてくると、いろいろな場所で拾った宝物をプレゼントしてくれることがあり、部屋に飾ることができる。
さらに懐いてくると、ピカチュウがひとりでおつかいに行くというイベントが起こり、無事成功させることでエンディングイベントを迎える。しかし、エンディングイベント以降も、今まで通り遊べる。

## 遊ぶ場所
- じぶんのへや - 主人公の家の中。テレビが置かれており、オーキド博士から通信が入ったり、ポケモンクイズができる。また、一度でも遊び場から持ち帰った物を、室内に飾れるようになる。ガラス戸から「みてみて!ピカチュウコース」の選択画面へ移動する。
- うちのにわ - 主人公の家の庭。畑や花壇に池がある。一度でも遊び場から持ち帰った物が置かれたり、野菜や花を収穫できるようになる。正面の門から「あそぼう!ピカチュウコース」、左の門から「チャレンジ!ピカチュウコース」の選択画面へ移行する。
- トキワのもり - ピカチュウと初めて出逢う場所。特定のイベントでしか行くことができない場所が多い。通常のイベントはバタフリーからキャタピーの子守りを頼まれる。
- アカネのもり - フシギダネの食事会に誘われる。料理に使う食材を探して、コイルに届けてもらうことが目的。
- アカネのつりば
- アサギのみずうみ - 迷子になったニョロモを探して、ゼニガメやニョロゾのもとへ送り届けることが目的。
- アサギのつりば
- モエギそうげん - ナゾノクサが生息している草原。
- スオウかいがん - ピカチュウに指示を送ってスイカ割りをする。
- スオウじま - とある条件を満たすと遊びに行けるようになる場所。海賊の宝箱が地中に埋まっている小島。
- スオウのつりば
- キャンプじょう - とあるイベントで1度だけ行く場所。その後は遊びに行くことができない。
- うらのあきち - とあるイベントで1度だけ行く場所。イベント後も、とある裏技を使うと遊びに行くことが可能。

## 声の出演
- 大谷育江
- こおろぎさとみ
- 林原めぐみ
- 山口勝平
- おばた ぴかちゅう

他

## 開発
本作はアンブレラが初めて開発したゲームであると同時に、リクルートと任天堂の合弁会社であるマリーガルマネジメントが初めて参加した作品でもある。
元々、アンブレラはVRSの初期開発段階から関わっており、VRSを使った独自のゲームを、スタッフが秋葉原で部品を買って来て、マイクをNINTENDO64につなげて製作していた。製作途中で、ピカチュウをメインにしたゲームに変更し、本作が生まれた。
プロデューサーの石原恒和は本作について「攻略という考え方が一番似合わないソフト」と述べており、百万本近い出荷規模のゲームにしては珍しく、攻略本等の関連書籍は発行されていない。
また、石原は公式サイトに寄せたコメントの中で本作はペット育成ゲームではないと述べ、ピカチュウはプレイヤーと対話する「友達」であると表現している。音声認識では、事前にVRSに対して認識可能な言葉のデータを送り込んでパターンマッチングを行っている。ゲーム中のピカチュウが認識できる言葉は、場面を合計すると「200〜300くらい」で、ピカチュウの状態に応じて認識可能な言葉を切り替えているため、ユーザーの言うことを聞かない時もあるが、ピカチュウ自身の意思の強さとして表現を工夫している。

## 反響
本作のテレビCMには綿引勝彦を起用し、このようなファンシーなキャラクターには、ミスマッチな組み合わせも話題となった。
一方で、ハードウェアである「NINTENDO64VRS（音声認識システム）」が追加生産できなかったので、本作の販売本数は70万本で止まってしまった。
なお、 音声認識システムを除いた大まかな要素は、ゲームキューブ専用ソフト『ポケモンチャンネル 〜ピカチュウといっしょ!〜』に引き継がれている。
また、本作は音声で操作という独特なゲームにもかかわらず、実際のプレイでどれだけ早くクリアできるかを競うリアルタイムアタック(RTA)の対象にもなっている。RTA in Japan2019でも採用され、延々褒め続けたり敢えて怒らせるなど異様なプレイの様子が話題になった。